# シメオン・メタフラスト
シメオン・メタフラスト（ギリシア語: Συμεών Μεταφραστής 現代ギリシャ語：シメオン・メタフラスティス）は、10巻におよぶ中世ギリシャの月課經の著者であり、また聖人の伝承の集成を行った人物。10世紀後半の人物であると推定されている。正教会で聖人。

## 生涯と著作
シメオン・メタフラストはビザンティンの聖人研究者の中で最もよく知られた人物である。学界はメタフラストの生きていた時期について、9世紀から14世紀の間で大きく意見が分かれていたが、こんにちでは大体10世紀後半に生きていたであろうということに落ち着いている。
他にメタフラストの執筆によるとされる聖人達の生涯について大きな論点があったが、これはギリシャの月課經の比較研究によって解決されている。メタフラストによる月課經は1年の12ヶ月分の聖人の生涯の集成であり、類似したものの中でも認識が容易であり、150の別々の断片から成っている。これらの中にはより古い集成からとられたものもあれば、後に付け加えられたものもある。
他に、シメオン・メタフラストの作と伝えられるものとして、年代記、カノンの集成、手紙、詩、ほか多くのあまり重要でない著作がある。彼の名は特に月課經で広く知られるようになった。メタフラスト本人の生涯の詳細については、あまりよく分っていない。
正教会は彼を聖人として崇敬している。記憶日は11月9日（ユリウス暦使用教会で。修正ユリウス暦使用教会では10月28日）。時課で用いられる月課経に、メタフラストへの崇敬が含まれている。他にも多くの正教会の奉神礼における祈祷文が彼の作に帰せられている。日本正教会で用いられている領聖預備規程・領聖感謝祝文にも、メタフラストによる祈祷文が含まれている。

## 関連書籍
- Leo Allatius, De Symeonum scriptis diatriba (Paris, 1664)
- F. Hirsch, Byzantinische Studien, pp. 303-355 (Leipzig, 1876)
- Albert Ehrhard, Die Legendensammlung des Symeon Metaphrastes (Rome, 1897)
- Römische Quartalschrift (1897), pp. 67205 and 531-553
- Hippolyte Delehaye, "La vie de saint Paul le Jeune et la chronologie de Metaphraste (1893)
- Analecta Bollandiana, xvi. 312-327 and xvii. 448-452.
- C. Høgel: Symeon Metaphrastes. Rewriting and Canonization (Copenhagen 2002)